# Gimnastyka artystyczna na Światowych Wojskowych Igrzyskach Sportowych 2019
Gimnastyka artystyczna na Światowych Wojskowych Igrzyskach Sportowych 2019 – zawody gimnastyczne, które odbyły się w Hubei Olympic Center Gymnasium w chińskim Wuhanie w dniach 21–26 października 2019 roku podczas igrzysk wojskowych. 
Zawody gimnastyczne na światowych wojskowych igrzyskach sportowych były rozgrywane  po raz pierwszy, jako dyscyplina pokazowa.

## Uczestnicy
W zawodach uczestniczyło 6 męskich reprezentacji, które liczyły 27 zawodników.
- Armenia (3)
- Brazylia (6)
- Chiny (6)
- Indie (4)
- Korea Północna (6)
- Wietnam (2)

## Medaliści
| Konkurencja                 | Złoto                                                                                    | Srebro | Brąz                                                                                         |
| Konkurencja                 | Zawodnik                                                                                 | Zawodnik | Zawodnik                                                                                     |
| Wielobój indywidualny       | Xiao Ruoteng · Chiny                                                                     | Deng Shudi · Chiny | Caio Souza · Brazylia                                                                        |
| Ćwiczenia wolne             | Deng Shudi · Chiny                                                                       | Xiao Ruoteng · Chiny                                                                                                   | Arthur Zanetti · Brazylia                                                                    |
| Ćwiczenia na koniu z łękami | Zou Jingyuan · Chiny                                                                     | Xiao Ruoteng · Chiny                                                                                                   | Francisco Barretto · Brazylia                                                                |
| Ćwiczenia na kółkach        | Liu Yang · Chiny                                                                         | Arthur Zanetti · Brazylia                                                                                              | Artur Avetisyan · Armenia                                                                    |
| Skoki                       | Huang Mingqi · Chiny                                                                     | Kim Chol · Korea Północna                                                                                              | Ri Se-gwang · Korea Północna                                                                 |
| Ćwiczenia na poręczach      | Zou Jingyuan · Chiny                                                                     | Xiao Ruoteng · Chiny                                                                                                   | Caio Souza · Brazylia                                                                        |
| Ćwiczenia na drążku         | Xiao Ruoteng · Chiny                                                                     | Deng Shudi · Chiny | Francisco Barretto · Brazylia                                                                |
| Zawody drużynowe            | Chiny · Cai Weifeng · Deng Shudi · Huang Mingqi · Liu Yang · Xiao Ruoteng · Zou Jingyuan | Brazylia · Francisco Barretto · Lucas Bitencourt · Arthur Mariano · Luís Guilherme Porto · Caio Souza · Arthur Zanetti | Korea Północna · Kim Chol · Kim Hyok · Ri Kwang-bom · Ri Se-gwang · Ri Wi-chol · Ri Yong-min |

## Klasyfikacja medalowa
* Gospodarz zawodów został zaznaczony tym kolorem.
| Miejsce           | Państwo           | Złoto | Srebro | Brąz | Razem |
| 1                 | Chiny*            | 8     | 5      | 0    | 13    |
| 2                 | Brazylia          | 0     | 2      | 5    | 7     |
| 3                 | Korea Północna    | 0     | 1      | 2    | 3     |
| 4                 | Armenia           | 0     | 0      | 1    | 1     |
| Ogółem (4 państw) | Ogółem (4 państw) | 8     | 8      | 8    | 24    |

Źródło:.